# Diana L. Paxson
Diana L. Paxson (n. 20 februarie 1943) este o scriitoare americană, cunoscută în special pentru romanele sale fantasy și de ficțiune istorică. Adeptă a neo-păgânismului, ea a publicat și o serie de cărți legate de religiile și practicile păgâne.

## Viața
Paxson s-a născut pe 20 februarie 1943 în Detroit, Michigan. La vârsta de 3 ani, părinții ei s-au mutat pe coasta californiană, un loc care i-a plăcut atât de mult fetiței, încât a ajuns să considere că abia de atunci a început viața ei.
De mică a fost pasionată de lectură, citind orice, de la Rider's Digest până la colecțiile SF ale tatălui său.
În cadrul colegiului Mills din Oakland a urmat cursuri de Literatură Engleză, precum și pe cele de Artă și de Franceză. A absolvit în 1964 și s-a mutat la Universitatea California din Berkley, unde și-a luat licența în Literatură Comparată (cu specializare în literatura medievală). Tot aici a descoperit opera lui Tolkien și fandomul SF. În luna mai a anului 1966, pune bazele mișcării Society for Creative Anachronism alături de alți colegi, printre care se numără și Jon DeCles, cu care avea să se căsătorească în 1968.
Tot în 1968 se naște primul lor copil, Ian, iar cinci ani mai târziu cel de-al doilea, Robin. În anii '70, Paxson a lucrat la Far West Laboratory din San Francisco, unde s-a ocupat cu realizarea de materiale educaționale, a participat la programe de carieră pentru nativii americani și la programe de mediu. În aceeași perioadă a trecut treptat la păgânism. În cadrul primului grup păgân la care a aderat, Aquarius Order of the Restoration, a cunoscut-o pe Marion Zimmer Bradley, alături de care avea să fondeze Darkmoon Circle în 1978. În 1982, Paxson a primit ordinația de preoteasă, iar în 1986 a fondat Fellowship of the Spiral Path. Din 1990 până în 1991 a servit ca Prim Ofițer în cadrul grupării Covenant of the Godess.
Din 1988 a început să studieze runele, practica făcându-și-o pe teritoriul Scandinaviei. Experiența acumulată în acest domeniu este reflectată în unele dintre scrierile sale. În 1992 s-a alăturat organizației de păgânism germanic Throth, în care a ocupat numeroase poziții. Actualmente locuiește în locuința Greyhaven din Berkeley alături de fiul ei, Ian și de familia acestuia.
În afara activității scriitoricești, Paxson compune și cântă muzică de harpă.

## Cariera scriitoricească
Paxson a început să se preocupe serios de scris în 1971 și a vândut prima povestire în 1976. Primul ei roman a fost publicat între 1981-82 în două părți, Lady of Light și Lady of Darkness. Cele mai cunoscute opere ale sale sunt romanele din seria Westria și colaborările la seria Avalon, la care inițial a lucrat alături de Marion Zimmer Bradley, apoi a preluat întreaga responsabilitate a proiectului, după moartea acesteia. Printre alte cărți ale lui Paxson se numără Taking Up the Runes, Essential Asatru și Trance-Portation. Periodic, ea scrie articole pentru o revistă de spiritualitate feminină intitulată Sagewoman.
O perioadă a fost directorul regiunii vestice a Science Fiction & Fantasy Writers of America și apare frecvent la convențiile SF. În 2007, a fost Oaspete de Onoare Fantasy la convenția Baycon.

## Opera

### Westria
- Lady of Light (1982)
- Lady of Darkness (1983)
- Silverhair the Wanderer (1986)
- The Earthstone (1987)
- The Sea Star (1988)
- The Wind Crystal (1990)
- The Jewel of Fire (1992)
- The Golden Hills of Westria (2006)

Lady of Light și Lady of Darkness au fost republicate într-un singur volum intitulat în SUA Mistress of the Jewels (1991), iar în Marea Britanie Lady of Light, Lady of Darkness (1990)

### Wodan's Children
- The Wolf and the Raven (1993)
- The Dragons of the Rhine (1995)
- The Lord of Horses (1996)

### The Hallowed Isle
- The Book of the Sword (1999)
- The Book of the Spear (1999)
- The Book of the Cauldron (1999)
- The Book of the Stone (2000)

Romanele au fost republicate în două volume: The Hallowed Isle: Books I & II (2000) și Books III & IV (2001)

### Chronicles of Fionn mac Cumhal
În colaborare cu Adrienne Martine-Barnes:
- Master of Earth and Water (1993)
- The Shield Between the Worlds (1994)
- Sword of Fire and Shadow (1995)

### Seria Avalon
În colaborare cu Marion Zimmer Bradley:
- The Forest House (1994) (necreditată)[6]

ro. Sanctuarul - editura Nemira, 2007
- Lady of Avalon (1997) (necreditată)

ro. Doamna din Avalon - editura Nemira, 2009
- Priestess of Avalon (2000)

ro. Preoteasa din Avalon - editura Nemira, 2009
Singură:
- Ancestors of Avalon (2004)

ro. Străbunii Avalonului - editura Nemira, 2009
- Ravens of Avalon (2007)
- Sword of Avalon (2009)

### Alte romane
- Brisingamen (1984)
- White Mare, Red Stallion (1986)
- The Paradise Tree (1987)
- The White Raven (1988)
- The Serpent's Tooth (1991)

### Seria Sword and Sorceress
Paxson a fost autoarea următoarelor povestiri din seria Sword and Sorceress, o antologie anuală de povestiri fantasy:
- "Sword of Yraine"
- "Shadow Wood"
- "Equona's Mare"
- "The Sword Slave"

### Alte povestiri
- "The Song of N'Sardi-El" (1978) - în Millennial Women
- "An Appropriate Hell" (1988) - în War in Hell - parte a seriei Heroes in Hell

### Alte cărți
- Celestial Wisdom for Every Year of Your Life: Discover the Hidden Meaning of Your Age (cu Z. Budapest) (2003)
- Taking Up the Runes: A Complete Guide to Using Runes in Spells, Rituals, Divination, and Magic (2005)
- Essential Asatru: Walking the Path of Norse Paganism (2006)
- Trance-Portation: Learning to Navigate the Inner World (2008)

## Vezi și
- The Keeper's Price